# Thesium archeri
Thesium archeri är en sandelträdsväxtart som beskrevs av Robert Harold Compton. Thesium archeri ingår i släktet spindelörter, och familjen sandelträdsväxter. Inga underarter finns listade i Catalogue of Life.